# Materiały funkcjonalne
Materiały funkcjonalne – materiały o funkcjach innych niż konstrukcyjne. Do materiałów funkcjonalnych zaliczamy:
- przewodniki;
- półprzewodniki;
- izolatory;
- materiały magnetyczne.

Jako podgrupę materiałów funkcjonalnych uznaje się także materiały inteligentne.